# Pyrenaria menglaensis
Pyrenaria menglaensis är en tvåhjärtbladig växtart som beskrevs av G.D. Tao. Pyrenaria menglaensis ingår i släktet Pyrenaria och familjen Theaceae. Inga underarter finns listade i Catalogue of Life.